# Dioxobilan

Strukturformel des Dioxobilans;
die vollständige Stereochemie ist noch Gegenstand der Forschung

Das Dioxobilan ist ein Abbauprodukt des Chlorophylls. Es ist ein farbloses Tetrapyrrol, das erstmals in Blättern des Spitzahorns nachgewiesen wurde. Es entsteht in einem Chlorophyll-Abbauweg, der sich von allen bisher bekannten Wegen unterscheidet.